# Johann Gregorius Höroldt
Johann Gregorius Höroldt (getauft 6. August 1696 in Jena; † 26. Januar 1775 in Meißen) war ein deutscher Porzellanmaler.

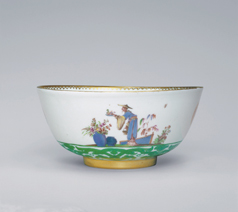
Meißener Kumme mit Höroldt-Chinoiserie, 1726; Meißener Porzellan-Sammlung Stiftung Ernst Schneider in Schloss Lustheim

## Werdegang und Entwicklung
Höroldt wurde als Miniatur- und Emailmaler ausgebildet. Über Straßburg kam er nach Wien, wo er 1719 bis 1720 in der von Du Paquier neu gegründeten Porzellanmanufaktur tätig war. Er wechselte ebenso wie Samuel Stöltzel, der zuvor aus Meißen nach Wien geflohen war, im Mai 1720 nach Meißen. Höroldt arbeitete zunächst auf eigene Rechnung, stellte Maler ein und belieferte die Meißener Porzellanmanufaktur. 1724 wurde er zum Hofmaler ernannt. 1731 wurde er Arkanist und wurde gleichzeitig zum Chef der gesamten Malerei und zum Hofkommissar bestimmt. 1749 erreichte ihn die Ernennung zum Bergrat.
Höroldt beeinflusste fast alle europäischen Porzellan- und Fayencemanufakturen. Nachdem er eine spezifische Chinoiseriemalerei entwickelt hatte, löste er sich von dieser wieder, indem er europäische Landschaften, Hafen- und Kampfszenen, dazu sogenannte „Deutsche Blumen“ und naturalistische Vögel als Porzellandekor einführte.
Von zentraler Bedeutung sind seine Experimente mit neuen Farbstoffen: Zu Beginn des 18. Jahrhunderts waren nur fünf Aufglasurfarben verfügbar gewesen. Bis 1731 entwickelte Höroldt eine Palette aus 16 Farben, die er in seiner Schrift „Wahre und richtige Beschreibung derer Emaillier oder Schmelz Farben, wie ich solche mit Gottes Hilfe erfunden“ 1731 veröffentlichte.
Als Malereivorlagen schuf Höroldt Zeichnungen, auf denen er Szenen aus dem chinesischen Alltag, Tiere, Pflanzen etc. festhielt. Diese Darstellung sind sehr bedeutend, weil sie aus der Perspektive eines Mitteleuropäers des 18. Jahrhunderts geschaffen wurden, der niemals das „Reich der Mitte“ gesehen hatte. Zahlreiche graphische Arbeiten gingen in Sammlungen, wie den „Schulz-Codex“, ein. Andere wurden als Kupferstiche von Malereigeneration zu Malereigeneration weitergereicht. Sie dienen bis in die Gegenwart als kostbare Vorlagen.
Höroldt forcierte ebenfalls die Entwicklung porzellanadäquater Geschirrformen, statt die traditionellen Metallgeschirrformen nachzuahmen.

## Familie
Sein Vater war Joh. Wilhelm Herold († 1715), Schneiderobermeister in Jena und Sohn des Ulrich Herold († v. 1674), Bürgermeister von Weimar; seine Mutter war Magdalena Salfeld (1657–1721), Tochter des Seifensiedermeisters Andreas Salfeld († 1685) in Kahla und der Maria Schirner.
Höroldt heiratete 1725 in Meißen Rahel Eleonore (* 1696), Tochter des Gasthalters und Ratsherrn Gottfr. Kreyl in Meißen und der Beata Christina Malsius.

## Ausstellungen
- Johann Gregorius Höroldt 1696–1775 und die Meissener Porzellanmalerei – Zur dreihundertsten Wiederkehr seines Geburtstages., Staatliche Kunstsammlungen Dresden – Porzellansammlung im Zwinger, 4. August bis 30. Oktober 1996[2]
- Höroldt 96 – Ausstellung der Staatlichen Porzellan-Manufaktur Meissen zum 300.Geburtstag von Johann Gregorius Höroldt, Albrechtsburg Meißen, 1. September bis 3. November 1996[3]